# Nikolaj Rajevski

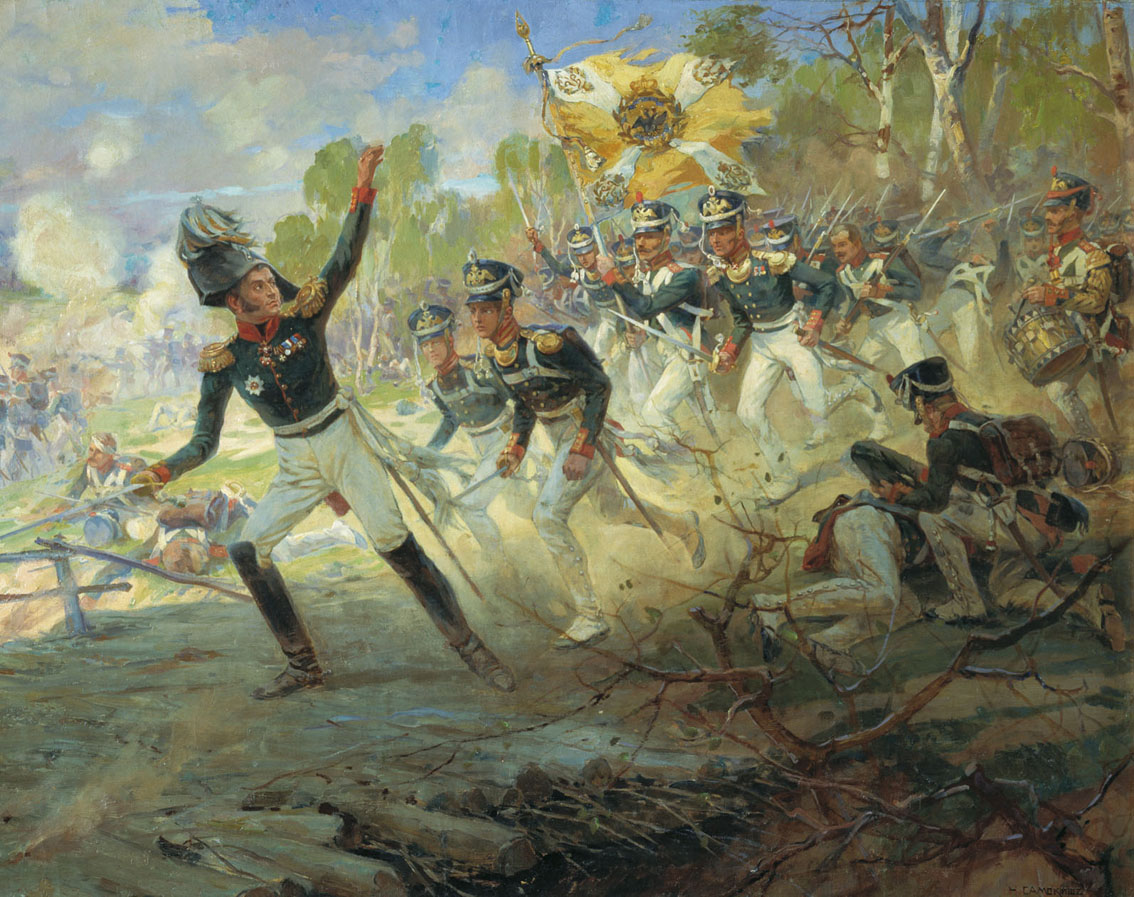
Generaal Rajevski voert zijn manschappen aan

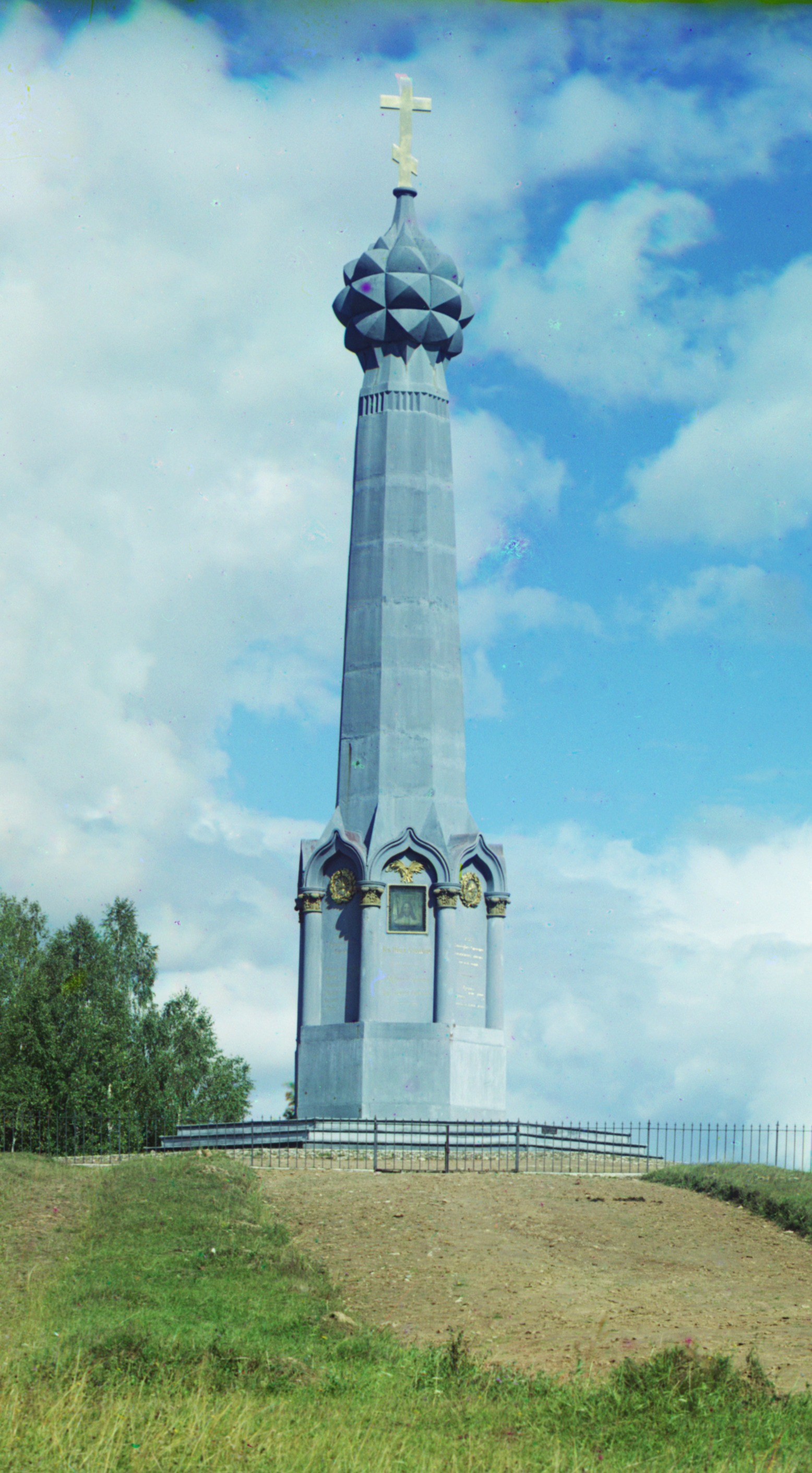
Het Rajevski-monument bij Borodino

Nikolaj Rajevski (Russisch:Николай Николаевич Раевский) (Sint-Petersburg, 14 september 1771 - Boltychka Gouvernement Kiev huidige Oekraïne, 16 september 1829) was een Russisch generaal, die bekendheid verwierf met zijn acties gedurende de veldtocht van Napoleon naar Rusland. In de Slag bij Borodino was Rajevski belast met de verdediging van de rechterflank van de Russen, de positie die later bekend werd als de Rajevski-redoute.
Tsaar Nicolaas I liet in 1839 een groot monument ter ere van hem plaatsen op de plek waar de slag om de redoute zich had afgespeeld.
- Gemeinsame Normdatei: 121181022
- International Standard Name Identifier: 0000 0000 5799 5716
- Library of Congress Control Number: no2003116670
- Nationale Bibliotheek van Tsjechië: jo2004213404
- Nationale Bibliotheek van Israël: 987007456547505171
- Nederlandse Thesaurus van Auteursnamen: 262673126
- Système universitaire de documentation: 082760365
- Virtual International Authority File: 45150598
- WorldCat: E39PBJjt4WBv9gTdwmWQRdfrMP